# Eriphia
Eriphia (лат.) — род морских ракообразных из семейства Eriphiidae инфраотряда крабов. В ископаемом виде известны с миоцена (23,04 миллионов лет назад), их ископаемые остатки найдены в Северной и Южной Америках, а также на территории Евразии.
Карапакс почти почти сердцевидный, усеченный сзади. Глаза широко расставлены. Между внешними ногочелюстями, закрывающими рот, нет зазора. Наружные усики довольно длинные, удалены от начала глазных ножек и прикреплены вблизи переднего края карапакса.
Длина карапакса от 6 (Eriphia smithii) до 8 (Eriphia verrucosa) см. Встречаются в Тихом, Индийском и Атлантическом океанах. Живут на глубинах от 0 до 6 м. Донные ракообразные.

## Систематика
По данным World Register of Marine Species, на март 2025 года в род включают 8 видов:
- Eriphia ferox Koh & Ng, 2008
- Eriphia gonagra (Fabricius, 1781)
- Eriphia granulosa A. Milne-Edwards, 1880
- Eriphia scabricula Dana, 1852
- Eriphia sebana (Shaw & Nodder, 1803)
- Eriphia smithii MacLeay, 1838
- Eriphia squamata Stimpson, 1859
- Eriphia verrucosa (Forskål, 1775)